# Nguyễn Côn
Nguyễn Côn (15 tháng 5 năm 1916  –  9 tháng 1 năm 2022) là một chính khách Việt Nam. Ông từng là Phó Thủ tướng Chính phủ, Trưởng Ban Kinh tế Trung ương, Bộ trưởng Bộ Cơ khí và Luyện kim của Việt Nam, Ủy viên Ban Chấp hành Trung ương Đảng Cộng sản Việt Nam các khóa III, IV, V; Bí thư Trung ương Đảng khóa III.

## Thân thế
Nguyễn Côn, bí danh là Nam, sinh ngày 15 tháng 05 năm 1916 tại thôn Liễu Nha, Thanh Lâm, Thanh Chương, Nghệ An, trong một gia đình có truyền thống Nho học.
Cố nội ông là Nguyễn Đức Lân, năm Tự Đức thứ 20 đậu Cử nhân khoa Đinh Mão (1860). Cha ông là Nguyễn Văn Chính đậu Giải nguyên năm Duy Tân thứ 6 khoa Nhâm Tý (1912).
Ông được người cha dạy dỗ từ nhỏ và đến năm 1936 theo học tại trường Kỹ nghệ Thực hành Huế.

## Tham gia hoạt động cách mạng
Thời gian ông học tại trường Kỹ nghệ Thực hành Huế, chịu ảnh hưởng của phong trào Mặt trận Dân chủ Đông Dương, ông cùng một số anh em khác lãnh đạo học sinh tham gia đón Justin Godart, một cựu bộ trưởng, một trí thức tiến bộ ở Pháp, đặc sứ của Chính phủ Mặt trận Bình dân (Pháp) sang điều tra tình hình thuộc địa, tại Huế.
Tháng 10 năm 1937, ông được kết nạp vào Đảng Cộng sản Đông Dương tại nhà máy xe lửa Dĩ An, Sài Gòn. Sau đó ông được bầu làm Bí thư Chi bộ nhà máy. Tiếp đến ông lại hoạt động trong nhà máy Ba Son, đồn điền cao su Quang Lợi,...
Lo sợ trước ảnh hưởng của ông với phong trào công nhân lúc bấy giờ, thực dân Pháp đã bắt ông tù đày, tra tấn dã man trong các nhà lao khám lớn Sài Gòn, Côn Đảo, Lê Hi, Đắc Tô và nhà lao Vinh (1940-1945).
Dưới sự lãnh đạo của Đảng Cộng sản Đông Dương và Bác Hồ, nhân dân cả nước đã vùng lên khởi nghĩa giành chính quyền trong Cách mạng tháng Tám, ông và nhiều chiến sĩ cách mạng khác đã thoát khỏi nhà tù đế quốc để trở về địa phương tiếp tục hoạt động cách mạng.
Tháng 8 năm 1945, ông đã trực tiếp lãnh đạo khởi nghĩa dành chính quyền ở Thanh Chương và được cử làm Chủ tịch Ủy ban nhân dân cách mạng của huyện.
Sau đó ông được bầu là Đại biểu quốc hội đầu tiên của nước Việt Nam Dân chủ Cộng hòa và liên tục là đại biểu Quốc hội từ khóa I đến khóa VI.
Năm 1946 ông được Trung ương Đảng phân công vào công tác ở Nam Trung bộ; Xứ ủy viên, Bí thư phân cục Xứ ủy cực Nam Trung Bộ.
Năm 1949, là Ủy viên thường vụ Liên khu ủy 5 kiêm Bí thư Ban Cán sự Đảng cực Nam Trung Bộ.

## Công tác chính quyền và Đảng
Cuối năm 1954, ông tập kết ra miền Bắc.
Năm 1955-1959, được bổ nhiệm làm Phó Tổng Thanh tra Chính phủ.
Năm 1959-1960, là Thứ trưởng Bộ Kiến trúc (nay là Bộ Xây dựng)
Tại Đại hội Đảng toàn quốc lần thứ III (tháng 9-1960), ông được bầu vào Ban Chấp hành Trung ương Đảng, phân công làm Phó Chủ nhiệm Ủy ban Kế hoạch Nhà nước (nay là Thứ trưởng Bộ Kế hoạch và Đầu tư).
Tháng 3-1965, giữ chức Chủ nhiệm Ủy ban Kế hoạch Nhà nước (nay là Bộ trưởng Bộ Kế hoạch và Đầu tư).
Tháng 8-1967 - 1974: Được Ban Chấp hành Trung ương Đảng (khóa III) bầu bổ sung vào Ban Bí thư Trung ương Đảng, phân công làm Phó Thủ tướng Chính phủ, kiêm Chủ nhiệm Ủy ban Kế hoạch Nhà nước; tháng 5-1970, kiêm chức Chủ nhiệm Ủy ban Liên lạc kinh tế với nước ngoài.
Tháng 5-1974, được bổ nhiệm giữ chức Bí thư Ban Cán sự đảng, Bộ trưởng Bộ Cơ khí và Luyện kim (nay là Bộ Công Thương).
Năm 1971 - 1975: Là Ủy viên Ủy ban Quốc phòng Nhà nước.
Tại Đại hội Đảng toàn quốc lần thứ IV (tháng 12-1976), ông được bầu lại vào Ban Chấp hành Trung ương Đảng, tiếp tục giữ chức Phó Thủ tướng Chính phủ, tiếp tục được bổ nhiệm giữ chức Bí thư Ban Cán sự đảng, Bộ trưởng Bộ Cơ khí và Luyện kim (nay là Bộ Công Thương).
Tháng 11-1977, giữ chức Trưởng Ban Kinh tế Trung ương Đảng Cộng sản Việt Nam.
Tháng 02-1979: Được cử làm Trưởng Đoàn Chuyên gia Kinh tế Văn hóa của Chính phủ Việt Nam, Phó Trưởng Ban lãnh đạo Đoàn Chuyên gia của Trung ương tại Campuchia.
Tại Đại hội Đảng toàn quốc lần thứ V (tháng 3-1982), ông tiếp tục được bầu lại vào Ban Chấp hành Trung ương Đảng; tiếp tục được phân công làm Trưởng Đoàn Chuyên gia Kinh tế Văn hóa của Chính phủ Việt Nam, Phó Trưởng Ban lãnh đạo Đoàn Chuyên gia của Trung ương tại Campuchia đến tháng 3-1984.
Tháng 10-1988, ông được nghỉ công tác, hưởng chế độ, chính sách theo quy định.
Ông là Ủy viên Trung ương Đảng các khóa III, IV, V; Bí thư Trung ương Đảng khóa III. Đại biểu Quốc hội từ khóa I đến khóa VII.

## Qua đời
Ông qua đời lúc 07 giờ 15 phút ngày 09 tháng 01 năm 2022 (tức ngày 07 tháng Chạp năm Tân Sửu) tại Bệnh viện Trung ương Quân đội 108, Hà Nội khi chưa kịp tổ chức sinh nhật 106 tuổi.
Lễ tang được tổ chức theo nghi thức Lễ tang cấp Nhà nước, bắt đầu từ 8 giờ đến 10 giờ 30 phút, ngày 13 tháng 01 năm 2022.
Lễ truy điệu từ 10 giờ 30 phút, an táng từ 13 giờ cùng ngày tại Nghĩa trang Mai Dịch, thành phố Hà Nội.

## Khen thưởng
- Huân chương Sao Vàng
(2007)[4]
- Huân chương Hồ Chí Minh
(1996)
- Huy hiệu 80 năm tuổi Đảng (2017)[5]
- Huy hiệu 85 năm tuổi Đảng (2021)[6]